# Кам'яниста
Кам'яниста, Балка Халлаївська — річка в Україні у Кам'янському районі Дніпропетровської області. Ліва притока річки Омельника (басейн Дніпра).

## Опис
Довжина річки - 20 км, площа басейну - 89,5 км², похил річки - 4,1 м/км.  Найкоротша відстань між витоком і гирлом — 8,87  км, коефіцієнт звивистості річки — 1,29 . Формується декількома струмками. На деяких ділянках річка пересихає.

## Розташування
Бере початок у селі Катеринівка. Тече переважно на південний схід через село Верньокам'яниста, понад селом Степове і на північно-східній околиці селища Лихівка впадає у річку Омельник, праву притоку річки Дніпра.

## Цікаві факти
- У селищі Лихівка річку перетинає автошлях Т 0423[2] (автомобільний шлях територіального значення у Дніпропетровській області. Пролягає територією Кам'янського району через Мишурин Ріг — Лихівку — Вільногірськ. Загальна довжина — 45,8 км.).
- У XIX столітті на річці існувало багато вітряних млинів[1].